# Championnats d'Europe de dressage
Les Championnats d'Europe de dressage sont une compétition de dressage. Créés en 1963, ils se déroulent tous les deux ans en alternance avec les Jeux olympiques d'été et les Jeux équestres mondiaux.

## Histoire

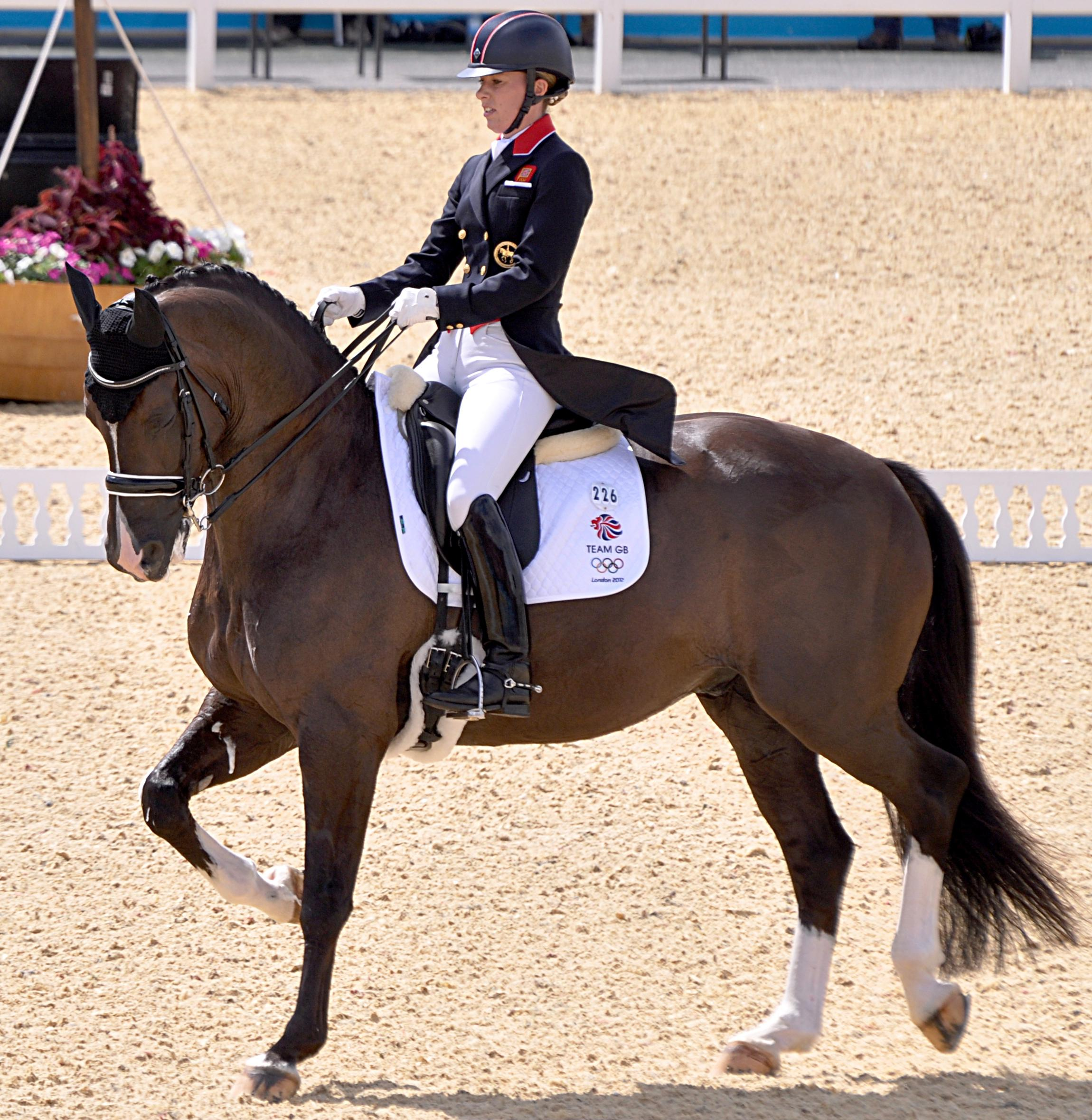
Charlotte Dujardin et Valegro, vainqueurs de toutes les épreuves individuelles depuis 2013.

La fédération équestre internationale (FEI) organisait des « Grand Prix » de dressage tous les ans depuis 1930 (sauf les années olympiques et durant la Seconde Guerre mondiale). Dès le milieu des années 1950, les vainqueurs de ces compétitions étaient considérés comme étant les champions d'Europe de la discipline.
Durant la première édition en 1963, 16 cavaliers de 18 pays déroulèrent leurs reprises. Seuls deux pays (Royaume-Uni et Roumanie) envoyèrent trois cavaliers, ce qui fait qu'il n'y eut pas de classement par équipes.
Depuis 2013, les championnats de dressage sont regroupés et organisés dans la même ville que les championnats d'Europe de saut d'obstacles 2011. En 2015, ils sont même réunis avec plusieurs autres disciplines reconnues au niveau international : saut d'obstacles, voltige, attelage et reining. Ce concept, sur le même modèle que les jeux équestres mondiaux, sera renouvelé pour ceux de 2017 à Göteborg en Suède.
L'édition 2021 de saut d'obstacles se tiendra à Riesenbeck (Allemagne), du 30 août au 4 septembre.

## Règlement
Pour participer aux championnats d'Europe, un couple cavalier/cheval doit avoir participé à au moins deux concours classés 5* par la fédération internationale et avoir obtenu un score minimum de 64 % attribué par un jury.
Jusqu'en 1989, il existe un classement par équipe et un classement individuel. En 1991 et 1993, le classement individuel est divisé en deux : le Grand Prix Spécial et la Reprise Libre en Musique (RLM). À partir de 1997, : les cavaliers doivent participer au Grand Prix (pour le classement par équipe), le Grand Prix Spécial et la reprise libre en musique. Le meilleur de ces trois épreuves remporte l’unique prix individuel. Enfin depuis 2005, le classement séparé Grand Prix Spécial et RLM fait son retour. En revanche, pour participer à cette dernière, il faut avoir participé au Grand Prix Spécial.
La compétition est également qualificative pour les Jeux olympiques lorsqu'ils ont lieu l'année suivante.

## Palmarès

### Individuel
| Année | Ville                     | Épreuve    | Or                                          | Argent                                 | Bronze                                      |
| 1963  | Copenhague                | Individuel | Henri Chammartin sur Wolfdietrich           | Harry Boldt sur Remus                  | Henri Chammartin sur Woerman                |
| 1965  | Copenhague                | Individuel | Henri Chammartin sur Wolfdietrich           | Harry Boldt sur Remus                  | Reiner Klimke sur Arcadius                  |
| 1967  | Aix-la-Chapelle           | Individuel | Reiner Klimke sur Dux                       | Ivan Kizimov sur Ichor                 | Harry Boldt sur Remus                       |
| 1969  | Wolfsbourg                | Individuel | Liselott Linsenhoff sur Piaff               | Ivan Kizimov sur Ichor                 | Josef Neckermann sur Mariano                |
| 1971  | Wolfsbourg                | Individuel | Liselott Linsenhoff sur Piaff               | Josef Neckermann sur Van Eick          | Ivan Kizimov sur Ichor                      |
| 1973  | Aix-la-Chapelle           | Individuel | Reiner Klimke sur Mehmed                    | Elena Petushkova sur Pepel             | Ivan Kalita sur Tarif                       |
| 1975  | Kiev                      | Individuel | Christine Stückelberger sur Granat          | Harry Boldt sur Woyceck                | Karin Schlüter sur Liostro                  |
| 1977  | Saint-Gall                | Individuel | Christine Stückelberger sur Granat          | Harry Boldt sur Woyceck                | Uwe Schulten-Baumer sur Silbowitz           |
| 1979  | Aarhus                    | Individuel | Elisabeth Theurer sur Mon Chéri             | Christine Stückelberger sur Granat     | Harry Boldt sur Woyceck                     |
| 1981  | Laxenbourg                | Individuel | Uwe Schulten-Baumer sur Madras              | Christine Stückelberger sur Granat     | Gabriela Grillo sur Galapagos               |
| 1983  | Aix-la-Chapelle           | Individuel | Anne Grethe Jensen sur Marzog               | Reiner Klimke sur Ahlerich             | Uwe Sauer sur Montevideo                    |
| 1985  | Copenhague                | Individuel | Reiner Klimke sur Ahlerich                  | Otto Hofer sur Limandus                | Anne Grethe Jensen sur Marzog               |
| 1987  | Goodwood                  | Individuel | Margit Otto-Crépin sur Corlandus            | Ann-Kathrin Linsenhoff sur Courage     | Johann Hinnemann sur Ideaal                 |
| 1989  | Mondorf-les-Bains         | Individuel | Nicole Uphoff sur Rembrandt                 | Margit Otto-Crépin sur Corlandus       | Ann-Kathrin Linsenhoff sur Courage          |
| 1991  | Donaueschingen            | Spécial    | Isabell Werth sur Gigolo                    | Nicole Uphoff sur Rembrandt            | Margit Otto-Crépin sur Corlandus            |
| 1991  | Donaueschingen            | Libre      | Sven Rothenberger sur Andiamo               | Klaus Balkenhol sur Goldstern          | Nina Menkova sur Dixon                      |
| 1993  | Lipica                    | Spécial    | Isabell Werth sur Gigolo                    | Monica Theodorescu sur Grunox          | Emile Faurie sur Virtu                      |
| 1993  | Lipica                    | Libre      | Nicole Uphoff sur Rembrandt                 | Sven Rothenberger sur Andiamo          | Gyula Dallos sur Aktion                     |
| 1995  | Mondorf-les-Bains         | Individuel | Isabell Werth sur Gigolo                    | Anky van Grunsven sur Bonfire          | Sven Rothenberger sur Bo                    |
| 1997  | Verden                    | Individuel | Isabell Werth sur Gigolo                    | Anky van Grunsven sur Bonfire          | Karin Rehbein sur Donnerhall                |
| 1999  | Arnhem                    | Individuel | Anky van Grunsven sur Bonfire               | Ulla Salzgeber sur Rusty               | Arjen Teeuwissen sur Goliath                |
| 2001  | Verden                    | Individuel | Ulla Salzgeber sur Rusty                    | Arjen Teeuwissen sur Goliath           | Nadine Capellmann sur Farbenfroh            |
| 2003  | Hickstead                 | Individuel | Ulla Salzgeber sur Rusty                    | Jan Brink sur Briar                    | Beatriz Ferrer-Salat sur Beauvalais         |
| 2005  | Hagen                     | Individuel | Anky van Grunsven sur Salinero              | Hubertus Schmidt sur Wansuela Suerte   | Jan Brink sur Briar                         |
| 2007  | La Mandria                | Spécial    | Anky van Grunsven sur Salinero              | Isabell Werth sur Satchmo              | Imke Schellekens-Bartels sur Sunrise        |
| 2007  | La Mandria                | Libre      | Isabell Werth sur Satchmo                   | Anky van Grunsven sur Salinero         | Imke Schellekens-Bartels sur Sunrise        |
| 2009  | Windsor                   | Spécial    | Adelinde Cornelissen sur Parzival           | Edward Gal sur Totilas                 | Laura Bechtolsheimer sur Mistral Hojris     |
| 2009  | Windsor                   | Libre      | Edward Gal sur Totilas                      | Adelinde Cornelissen sur Parzival      | Anky van Grunsven sur Salinero              |
| 2011  | Rotterdam                 | Spécial    | Adelinde Cornelissen sur Parzival           | Carl Hester sur Uthopia                | Laura Bechtolsheimer sur Mistral Hojris     |
| 2011  | Rotterdam                 | Libre      | Adelinde Cornelissen sur Parzival           | Carl Hester sur Uthopia                | Patrik Kittel sur Scandic                   |
| 2013  | Herning                   | Spécial    | Charlotte Dujardin sur Valegro              | Helen Langehanenberg sur Damon Hill    | Adelinde Cornelissen sur Parzival           |
| 2013  | Herning                   | Libre      | Charlotte Dujardin sur Valegro              | Helen Langehanenberg sur Damon Hill    | Adelinde Cornelissen sur Parzival           |
| 2015  | Aix-la-Chapelle           | Spécial    | Charlotte Dujardin sur Valegro              | Kristina Bröring-Sprehe sur Desperados | Hans Peter Minderhoud sur Johnson           |
| 2015  | Aix-la-Chapelle           | Libre      | Charlotte Dujardin sur Valegro              | Kristina Bröring-Sprehe sur Desperados | Beatriz Ferrer-Salat sur Delgado            |
| 2017  | Göteborg                  | Spécial    | Isabell Werth sur Weihegold                 | Sönke Rothenberger sur Cosmo           | Cathrine Dufour sur Atterupgaards Cassidy   |
| 2017  | Göteborg                  | Libre      | Isabell Werth sur Weihegold                 | Sönke Rothenberger sur Cosmo           | Cathrine Dufour sur Atterupgaards Cassidy   |
| 2019  | Rotterdam                 | Spécial    | Isabell Werth sur Bella Rose                | Dorothee Schneider sur Showtime        | Cathrine Dufour sur Atterupgaards Cassidy   |
| 2019  | Rotterdam                 | Libre      | Isabell Werth sur Bella Rose                | Dorothee Schneider sur Showtime        | Jessica von Bredow-Werndl sur TSF Dalera BB |
| 2021  | Hagen am Teutoburger Wald | Spécial    | Jessica von Bredow-Werndl sur Dalera BB TSF | Isabell Werth sur Weihegold OLD        | Cathrine Dufour sur Bohemian                |
| 2021  | Hagen am Teutoburger Wald | Libre      | Jessica von Bredow-Werndl sur Dalera BB TSF | Cathrine Dufour sur Bohemian           | Charlotte Dujardin sur Gio                  |

### Par équipes
| Année | Ville                     | Or | Argent                                                                                 | Bronze |
| 1965  | Copenhague                | Allemagne de l'Ouest Reiner Klimke Harry Boldt Josef Neckermann                                               | Suisse Henri Chammartin Gustav Fischer Marianne Gossweiler                             | Union soviétique Ivan Kalita Ivan Kizimov Elena Petushkova                                                                 |
| 1967  | Aix-la-Chapelle           | Allemagne de l'Ouest Reiner Klimke Harry Boldt Josef Neckermann                                               | Union soviétique Kopeykin Ivan Kizimov Elena Petushkova                                | Suisse Henri Chammartin Marianne Gossweiler Hansrüdi Thomi                                                                 |
| 1969  | Wolfsbourg                | Allemagne de l'Ouest Liselott Linsenhoff Reiner Klimke Josef Neckermann                                       | Allemagne de l'Est Horst Köhler Wolfgang Müller Gerhard Brockmüller                    | Union soviétique Ivan Kalita Ivan Kizimov Elena Petushkova                                                                 |
| 1971  | Wolfsbourg                | Allemagne de l'Ouest Liselott Linsenhoff Reiner Klimke Josef Neckermann                                       | Union soviétique Ivan Kalita Ivan Kizimov Elena Petushkova                             | Suède Maud von Rosen Ulla Håkansson Anders Lindgren                                                                        |
| 1973  | Aix-la-Chapelle           | Allemagne de l'Ouest Reiner Klimke Karin Schlüter Liselott Linsenhoff                                         | Union soviétique Ivan Kalita Ivan Kizimov Elena Petushkova                             | Suisse Christine Stückelberger Marita Aeschbacher Hermann Dür                                                              |
| 1975  | Kiev                      | Allemagne de l'Ouest Harry Boldt Karin Schlüter Ilsebill Becher                                               | Union soviétique Ivan Kalita Kopeykin Elena Petushkova                                 | Suisse Christine Stückelberger Ulrich Lehmann Doris Ramseier                                                               |
| 1977  | Saint-Gall                | Allemagne de l'Ouest Harry Boldt Gabriela Grillo Uwe Schulten-Baumer                                          | Suisse Christine Stückelberger Ulrich Lehmann Claire Koch                              | Union soviétique Irina Karatzheva Kopeykin Vera Misevich                                                                   |
| 1979  | Aarhus                    | Allemagne de l'Ouest Gabriela Grillo Harry Boldt Uwe Schulten-Baumer                                          | Union soviétique Viktor Ugryumov Irina Karatzheva Elena Petushkova                     | Suisse Christine Stückelberger Amy-Cathérine de Bary Ulrich Lehmann                                                        |
| 1981  | Laxenbourg                | Allemagne de l'Ouest Uwe Schulten-Baumer Gabriela Grillo Reiner Klimke                                        | Suisse Christine Stückelberger Amy-Cathérine de Bary Ulrich Lehmann                    | Union soviétique Yuriy Kovshov Vera Misevich Nenachova                                                                     |
| 1983  | Aix-la-Chapelle           | Allemagne de l'Ouest Uwe Schulten-Baumer Uwe Sauer Herbert Krug Reiner Klimke                                 | Danemark Anne Grethe Jensen Finn Saksø-Larsen Torben Ulso-Olsen Renee Igelski          | Suisse Otto Hofer Claire Koch Christine Stückelberger Amy-Cathérine de Bary                                                |
| 1985  | Copenhague                | Allemagne de l'Ouest Reiner Klimke Tilmann Meyer zu Erpen Uwe Sauer (équitation)Uwe Sauer Uwe Schulten-Baumer | Danemark Anne Grethe Jensen Ernst Jessen Torben Ulso-Olsen Jesper Frisman              | Union soviétique Olga Klimko Elena Petushkova shov Vladimir Lanugin                                                        |
| 1987  | Goodwood                  | Allemagne de l'Ouest Ann-Kathrin Linsenhoff Johann Hinnemann Herbert Krug Ina Capellmann                      | Suisse Daniel Ramseier Otto Hofer Ulrich Lehmann Christine Stückelberger               | Pays-Bas Annemarie Sanders-Keijzer Hélène Aubert Tineke Bartels Bert Rutten                                                |
| 1989  | Mondorf-les-Bains         | Allemagne de l'Ouest Nicole Uphoff Ann-Kathrin Linsenhoff Isabell Werth Monica Theodorescu                    | Union soviétique Nina Menkova Yuriy Kovshov Olga Klimko Olga Udodenko                  | Suisse Otto Hofer Daniel Ramseier Samuel Schatzmann Ulrich Lehmann                                                         |
| 1991  | Donaueschingen            | Allemagne Isabell Werth Nicole Uphoff Klaus Balkenhol Sven Rothenberger                                       | Union soviétique Nina Menkova Yuriy Kovshov Inna Zhurakovskaya Olga Klimko             | Pays-Bas Anky van Grunsven Sjef Janssen Tineke Bartels Ellen Bontje                                                        |
| 1993  | Lipica                    | Allemagne Nicole Uphoff Klaus Balkenhol Monica Theodorescu Isabell Werth                                      | Grande-Bretagne Maria Eilberg Richard Davison Laura Fry Emile Faurie                   | Pays-Bas Jeanette Haazen Leida Strijk Suzanne van Cuyk Gonnelien Rothenberger                                              |
| 1995  | Mondorf-les-Bains         | Allemagne Nicole Uphoff Klaus Balkenhol Isabell Werth Martin Schaudt                                          | Pays-Bas Tineke Bartels Ellen Bontje Sven Rothenberger Anky van Grunsven               | France Dominique Brieussel Dominique d'Esmé Margit Otto-Crépin Marie-Hélène Syre                                           |
| 1997  | Verden                    | Allemagne Isabell Werth Karin Rehbein Ulla Salzgeber Nadine Capellmann                                        | Pays-Bas Sven Rothenberger Gonnelien Rothenberger Anky van Grunsven Ellen Bontje       | Suède Jan Brink Louise Nathhorst Annette Solmell Ulla Håkansson                                                            |
| 1999  | Arnhem                    | Allemagne Nadine Capellmann Alexandra Simons de Ridder Ulla Salzgeber Isabell Werth                           | Pays-Bas Anky van Grunsven Ellen Bontje Coby van Baalen Arjen Teeuwissen               | Danemark Lone Joergensen Lars Petersen Jon Pedersen Anne van Olst                                                          |
| 2001  | Verden                    | Allemagne Nadine Capellmann Heike Kemmer Ulla Salzgeber Isabell Werth                                         | Pays-Bas Ellen Bontje Arjen Teeuwissen Gonnelien Rothenberger Anky van Grunsven        | Danemark Jon Pedersen Lone Joergensen Lars Petersen Nathalie zu Sayn-Wittgenstein                                          |
| 2003  | Hickstead                 | Allemagne Ulla Salzgeber Heike Kemmer Klaus Husenbeth Isabell Werth                                           | Espagne Beatriz Ferrer-Salat Rafael Soto Ignacio Rambla Juan Antonio Jimenez           | Grande-Bretagne Emma Hindle Nicole McGivern Richard Davison Emile Faurie                                                   |
| 2005  | Hagen                     | Allemagne Heike Kemmer Hubertus Schmidt Ann-Kathrin Linsenhoff                                                | Pays-Bas Anky van Grunsven Edward Gal Laurens van Lieren                               | Espagne Beatriz Ferrer-Salat Juan Antonio Jimenez Ignacio Rambla Suède Jan Brink Tinne Vilhelmson-Silfvén Louise Nathhorst |
| 2007  | La Mandria                | Pays-Bas Hans Peter Minderhoud Laurens van Lieren Anky van Grunsven Imke Schellekens-Bartels                  | Allemagne Monica Theodorescu Ellen Schulten-Baumer Nadine Capellmann Isabell Werth     | Suède Per Sandgaard Louise Nathhorst Tinne Vilhelmson-Silfvén Jan Brink                                                    |
| 2009  | Windsor                   | Pays-Bas Imke Schellekens-Bartels Adelinde Cornelissen Anky van Grunsven Edward Gal                           | Grande-Bretagne Maria Eilberg Carl Hester Laura Bechtolsheimer Emma Hindle             | Allemagne Susanne Lebek Ellen Schulten-Baumer Matthias Alexander Rath Monica Theodorescu                                   |
| 2011  | Rotterdam                 | Grande-Bretagne Emile Faurie Charlotte Dujardin Carl Hester Laura Bechtolsheimer                              | Allemagne Helen Langehanenberg Christoph Koschel Isabell Werth Matthias Alexander Rath | Pays-Bas Sander Marijnissen Hans Peter Minderhoud Edward Gal Adelinde Cornelissen                                          |
| 2013  | Herning                   | Allemagne Fabienne Lütkemeier Isabell Werth Kristina Sprehe Helen Langehanenberg                              | Pays-Bas Danielle Heijkoop Hans Peter Minderhoud Edward Gal Adelinde Cornelissen       | Grande-Bretagne Charlotte Dujardin Carl Hester Michael Eilberg Gareth Hughes                                               |
| 2015  | Aix-la-Chapelle           | Pays-Bas Patrick van der Meer Hans Peter Minderhoud Edward Gal Diederik van Silfhout                          | Grande-Bretagne Charlotte Dujardin Carl Hester Michael Eilberg Fiona Bigwood           | Allemagne Jessica von Bredow-Werndl Isabell Werth Kristina Bröring-Sprehe Matthias Alexander Rath                          |
| 2017  | Göteborg                  | Allemagne Helen Langehanenberg Dorothee Schneider Sönke Rothenberger Isabell Werth                            | Danemark Agnete Kirk Thinggaard Anna Zibrandtsen Anna Kasprzak Cathrine Dufour         | Suède Rose Mathisen Tinne Vilhelmson Silfvén Therese Nilshagen Patrik Kittel                                               |
| 2019  | Rotterdam                 | Allemagne Jessica von Bredow-Werndl Dorothee Schneider Sönke Rothenberger Isabell Werth                       | Pays-Bas Anne Meulendijks Hans Peter Minderhoud Emmelie Scholtens Edward Gal           | Suède Antonia Ramel Juliette Ramel Therese Nilshagen Patrik Kittel                                                         |
| 2021  | Hagen am Teutoburger Wald | Allemagne Jessica von Bredow-Werndl Dorothee Schneider Helen Langehanenberg Isabell Werth                     | Grande-Bretagne Charlotte Dujardin Charlotte Fry Carl Hester Gareth Hughes             | Danemark Cathrine Dufour Daniel Bachmann Andersen Nanna Skodborg Merrald Charlotte Heering                                 |